# Curcuma harmandii
Curcuma harmandii är en enhjärtbladig växtart som beskrevs av François Gagnepain. Curcuma harmandii ingår i släktet Curcuma och familjen Zingiberaceae. Inga underarter finns listade i Catalogue of Life.